# اچ‌ام‌ای‌اس ماری‌براوت (ای‌سی‌پی‌بی ۹۵)
اچ‌ام‌ای‌اس ماری‌براوت (ای‌سی‌پی‌بی ۹۵) (به انگلیسی: HMAS Maryborough (ACPB 95)) یک کشتی است که طول آن ۵۶٫۸ متر (۱۸۶ فوت) می‌باشد. این کشتی در سال ۲۰۰۸ ساخته شد.